# Cossuridae
Cossuridae zijn een familie van borstelwormen (Polychaeta).

## Geslachten
- Cossura Webster & Benedict, 1887

### Synoniemen
- Cossurella Hartman, 1976 => Cossura Webster & Benedict, 1887
- Heterocossura Wu & Chen, 1977 => Cossura Webster & Benedict, 1887